# Tito Masi
Tito Masi (* 20. Januar 1949 in San Marino) ist ein san-marinesischer Politiker.

## Leben
Tito Maso erwarb an der Universität Bologna ein Diplom in Politikwissenschaft. Im Anschluss war er als Unternehmer tätig. Er war von 1978 bis 2002 Inhaber der Konzession von Renault für San Marino und das Montefeltro. Von 1987 bis 1990 war Masi Präsident der Cassa di Risparmio della Repubblica di San Marino, von 2006 bis 2008 Gouverneur der Banca Mondiale per San Marino und von September 2009 bis Mai 2013 Präsident der Fondazione San Marino Cassa di Risparmio – SUMS.
Er begann seine politische Laufbahn im Partito Democratico Cristiano Sammarinese, dem er von 1969 bis 1993 angehörte. Im Jahr 1993 gehörte er zu den Gründern der Alleanza Popolare.
Tito Masi wurde für die Legislaturperiode von 1974 bis 1978 für die PDCS in den Consiglio Grande e Generale, das Parlament San Marinos gewählt. Vom 1. Oktober 1977 bis 1. April 1978 war er gemeinsam mit Giordano Bruno Reffi Capitano Reggente (Staatsoberhaupt) von San Marino. Im von März 1976 bis Juli 1978 regierenden Kabinett war er Industrieminister (Deputato per l’Industria, l’Artigianato e il Commercio) während seiner Amtszeit als Capitano Reggente wurde das Ministerium kommissarisch von Clelio Galassi geleitet.
Für die AP wurde er 1998, 2001, 2006 und 2008 ins Parlament gewählt.  Masi war von 1998 bis 2006 Mitglied des Justizausschusses. Von 2001 bis 2003 war gehörte er der san-marinesischen Vertretung bei der Interparlamentarischen Union an und war von 2004 bis 2006 Delegierter San Marinos bei der parlamentarischen Versammlung des Europarates und 2005 Vizepräsident. Von Juni bis Dezember 2002 beteiligte sich die AP an der Regierung und Masi wurde Justizminister (Segretario di Stato per la Giustizia, i Rapporti con le Giunte di Castello e l'Informazione). Von 2003 bis 2006 war Masi Vorsitzender der AP-Fraktion im Consiglio Grande. Nach der Parlamentswahl 2006 bildete die AP gemeinsam mit dem Partito dei Socialisti e dei Democratici und der Sinistra Unita die Regierung. Masi erhielt das Ministerium für Industrie, Handwerk und Handel (Segretario di Stato per l’Industria, l’Artigianato, il Commercio, la Ricerca e i Rapporti con l'A.A.S.P.).
Nach der Parlamentswahl 2008 ging die AP in die Opposition. Masi vertrat die AP im Außen- und Justizausschuss. Im September 2009 gab er sein Mandat auf, als er zum Präsidenten der FSM gewählt wurde. Bei den Wahlen 2012 kandidierte Masi erneut auf der Liste der AP, verfehlte jedoch den Einzug ins Parlament.
Masi ist verheiratet und Vater von zwei Kindern.

## Auszeichnungen
Masi wurde am 27. Dezember 2007 vom italienischen Staatspräsidenten zum Grande Ufficiale des Ordine della Stella d’Italia ernannt.